# Rhacholaemus grimmi
Rhacholaemus grimmi là một loài ruồi trong họ Asilidae. Rhacholaemus grimmi được Londt miêu tả năm 1999. Loài này phân bố ở vùng nhiệt đới châu Phi.